# Şebnem Korur Fincancı

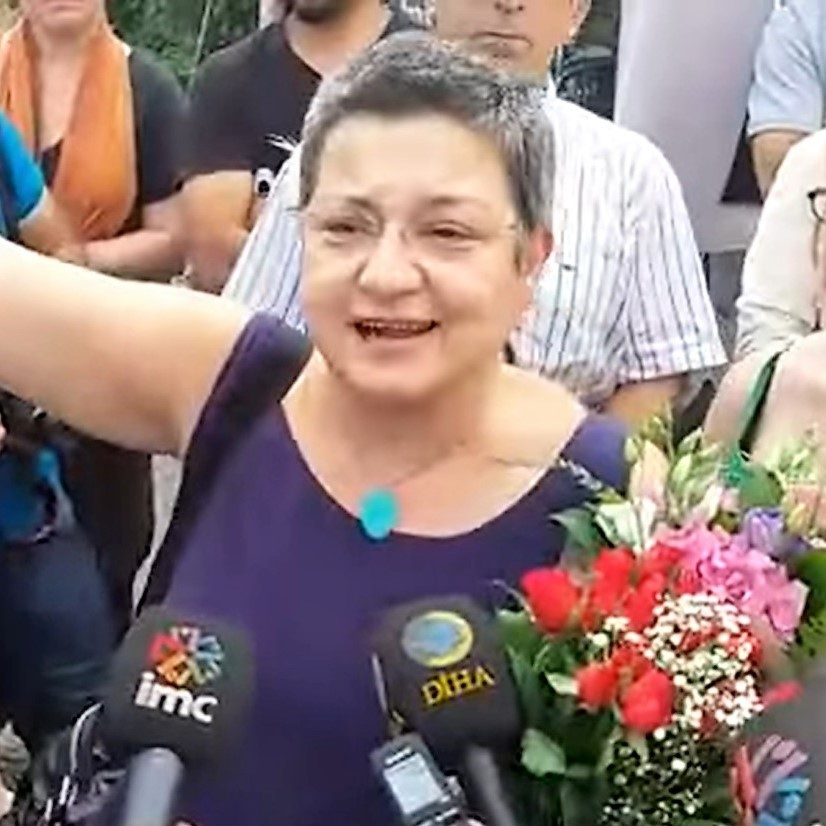
Fincancı am Tag ihrer Freilassung im Juni 2016

Rasime Şebnem Korur Fincancı (geboren am 21. März 1959 in Istanbul) ist eine türkische Professorin für Rechtsmedizin, Menschenrechtlerin und eine international führende Expertin zur Folterdokumentation.
Im Dezember 2018 wurde Fincancı rechtskräftig zu einer 2,5-jährigen Haftstrafe verurteilt, weil sie den gemeinsamen Aufruf der Akademiker für den Frieden mitunterzeichnet hatte.
Seit 2020 ist sie Präsidentin der türkischen Ärztekammer.

## Werdegang
Fincancı besuchte das Kadıköy Maarif Koleji und studierte anschließend Humanmedizin an der Medizinischen Cerrahpaşa-Fakultät der Universität Istanbul. Sie heiratete und bekam 1985 eine Tochter. Ihr Pflichtjahr als Ärztin absolvierte sie in Gaziantep. Der Ehemann blieb in Istanbul.
Ihren Facharzt in Forensik  machte sie 1987. Von 1987 bis 1990 absolvierte Fincancı einen Bachelor-Studiengang in klassischer Archäologie an der Istanbuler Universität. Den Grad Doçent in Rechtsmedizin erlangte sie 1992. Sie habilitierte sich 1996 in Rechtsmedizin und widmete sich dem Kampf gegen Folter, die in den 1980er und 1990er Jahren in der Türkei weitverbreitet war. 1997 leitete sie die Abteilung für forensische Medizin der Medizinischen Fakultät der Universität Istanbul. 1999 gründete Fincancı die erste rechtsmedizinische Poliklinik der medizinischen Fakultät. 2004 wurde Fincancı entlassen, erstritt sich aber 2005 ihre Wiedereinstellung.

## Aktivitäten
1992 war Fincancı Mitbegründerin der fachärztlichen Vereinigung der Rechtsmediziner und von 1993 bis 1996 leitete sie den Verein. Fincancı war maßgeblich an der Formulierung des Istanbul-Protokolls beteiligt. Dieses ist das Standardwerk der Vereinten Nationen zur Untersuchung und Dokumentation von Folter. 1996 war sie für den Internationalen Strafgerichtshof in Bosnien an der Exhumierung von Massengräbern und an Autopsien beteiligt. Seit 2009 leitet Fincancı  die Menschenrechtsstiftung der Türkei. Fincancı war u. a. an der Aufklärung der Fälle von Baki Erdoğan und Süleyman Yeter beteiligt, die unter der Folter starben.
2014 erhielt sie den 2014 Hrant-Dink-Preis und 2018 den Hessischen Friedenspreis. Fincancı war Mitglied im Exekutivrat des International Rehabilitation Council for Torture Victims und überführte einen Dezernatsleiter für Organisierte Kriminalität der türkischen Polizei der Folter.
Am 20. Juni 2016 wurde Fincancı mit Erol Önderoğlu und Ahmet Nesin festgenommen und war zehn Tage im Polizeigewahrsam. Am 30. Juni wurden beide unter Auflagen wieder freigelassen. Die Festgenommenen hatten bei einer Solidaritätsaktion pro forma die Leitung der Tageszeitung Özgür Gündem übernommen, die als Sprachrohr der Arbeiterpartei Kurdistans (PKK) fungierte. 2018 folgte dann eine 2,5-jährige Haftstrafe wegen der Unterzeichnung eines Aufrufs. Vor Gericht kommentierte sie das Urteil in Anlehnung an Émile Zola mit den Worten: Ich klage an.
Im Oktober 2022 wurde Untersuchungshaft gegen Fincancı verhängt, weil sie Medya Haber TV, einem Fernsehsender der verbotenen PKK, in einer Sendung zugeschaltet gewesen sei. In dem Beitrag hatte sie eine unabhängige Untersuchung der von der Regierung bestrittenen Vorwürfe prokurdischer Medien und Oppositionsvertreter gefordert, dass das türkische Militär im Kampf gegen die PKK im Nordirak Chemiewaffen einsetze, was ihr als Terrorpropaganda angelastet wurde. Im Januar 2023 wurde sie deswegen zu zwei Jahren und acht Monaten Gefängnis verurteilt. Da das Gericht die nach Abzug der Untersuchungshaft verbleibende Reststrafe zur Bewährung aussetzte, wurde sie anschließend freigelassen.

## Auszeichnungen
- 2018 Hessischer Friedenspreis für ihr großes Engagement für den Frieden und die Wahrung der Menschenrechte[3]